# Marvin Martin
Marvin Martin (Párizs, Franciaország, 1988. január 10. –) francia labdarúgó, aki jelenleg a Chambly-ban játszik középpályásként. A francia válogatott tagjaként ott volt a 2012-es Európa-bajnokságon.

## Pályafutása

### Sochaux
Martin az Athlétic Club de Paris és a Montrouge CF ifiakadémiáján is megfordult, mielőtt 2002-ben a Sochaux-hoz került volna. Jó ütemben fejlődött a csapat akadémiáján, a 2007/08-as szezonban felkerült a tartalékok közé, az idény végén pedig megkapta első profi szerződését, és az első csapat keretéhez került. 2008. augusztus 30-án mutatkozott be, egy Marseille ellen 2–1-re elvesztett találkozón. A szezon során végig a kispad és a kezdőcsapat között ingázott. 2009. május 13-án, a Monaco ellen megszerezte első gólját. A 2009/10-es idényben már állandó kezdő volt, 2010. január 21-én 2014-ig meghosszabbította szerződését a Sochaux-val.
A következő idényben még fontosabb tagja lett a csapatnak, miután az addigi első számú szervező középpályás, Stéphane Dalmat távozott. 2010. augusztus 14-én, a Saint-Étienne ellen belőtte szezonbeli első gólját. 2011 januárjáig tíz gólpasszt osztott ki, amivel listavezető volt a Ligue 1-ben.

### Lille
A Lille 2012. június 20-án megegyezett a Sochaux-val Martin leigazolásáról. Az üzlet július 1-jén jött létre.

## Válogatott
Martin 2008 novemberében, Dánia ellen mutatkozott be a francia U21-es válogatottban. A felnőtt válogatottban. 2011. június 6-án, Ukrajna ellen debütált, és két gólt is szerzett. A 2012-es Európa-bajnokságra utazó keretbe is bekerült.

## Sikerei, díjai
- Reims
  - Ligue 2: 2017–18

## Fordítás
- Ez a szócikk részben vagy egészben  a   Marvin Martin című angol Wikipédia-szócikk fordításán alapul.  Az eredeti cikk szerkesztőit annak laptörténete sorolja fel. Ez a jelzés csupán a megfogalmazás eredetét és a szerzői jogokat jelzi, nem szolgál a cikkben szereplő információk forrásmegjelöléseként.